# Aongstroemiopsis
Aongstroemiopsis là một chi rêu trong họ Dicranaceae.